# Fly Me to the Moon 3D
Fly Me to the Moon 3D ist ein belgischer-US-amerikanischer 3D-Animationsfilm aus dem Jahr 2008. Die Uraufführung fand in Belgien am 30. Januar 2008 statt. Die Handlung dreht sich um drei Fliegen, die unentdeckt an der Mond-Expedition von Apollo 11 im Jahr 1969 teilnehmen.
Die Produktionskosten betrugen 17,3 Millionen Euro. Neben der Version in abendfüllender Länge wurden kürzere Ausgaben für die 4D-Kinos von Freizeitparks und Museen hergestellt. Eine 49-Minuten-Fassung wurde ab Sommer 2007 in Spanien, Italien, Belgien, Dänemark, Großbritannien und in den USA gezeigt. Außerdem gibt es die 13-Minuten-Version Ride für Freizeitparks in den USA.
Der Film wurde ab 2008 auch als DVD vertrieben, und zwar in der Originalfassung mit 3D-Effekten und zwei der DVD beigelegten 3D-Brillen sowie in einer 2D-Fassung für eine herkömmliche Bildschirmdarstellung.
Am 18. August 2011 erschien der Film erstmals in einer deutschen Synchronfassung.